# 茂呂 (伊勢崎市)
茂呂（もろ）は、伊勢崎市の旧大字。

## 地理
廃止当時は旧伊勢崎市の東部、広瀬川沿岸に位置していた。北は今泉町一丁目と今泉町二丁目と粕川町（いずれも昭和46年（1971年）までは大字上泉）、東は佐波郡境町大字保泉、同町大字伊与久、西は連取町（連取本町）、山王町、南は大正寺町、馬見塚町（馬見塚天神町、馬見塚三ツ橋町、馬見塚中町、馬見塚渕町）に接していた。中央部を国道462号線が通っており、地内には光円橋がかかっている。

## 歴史

### 沿革
- 1889年（明治22年）10月1日 - 町村制施行に伴い、佐位郡茂呂村大字茂呂となる。この際地区内に宿組、中屋敷組、下茂呂北組、下茂呂南組、堀組、久保組
- 1896年（明治29年） - 郡制施行にともない、佐波郡茂呂村大字茂呂となる。
- 1931年（昭和6年） - 伊勢崎競馬場[4]が地区西部の茂呂島（堀組）に設立された。
- 1939年（昭和14年） - 軍馬資源保護法交付に伴い伊勢崎競馬場が廃止される。
- 1940年（昭和15年） - 伊勢崎市成立に伴い、伊勢崎市大字茂呂となる。この際地区が再編され、茂呂町一丁目（旧宿組）、茂呂町二丁目（旧中屋敷組）、北千木町（旧下茂呂北組）、南千木町（旧下茂呂南組）、美茂呂町（旧堀組の大部分）、新栄町（旧堀組のうち茂呂島）、茂町（旧久保組）の7町が成立する（いずれも通称町名）。
- 1947年（昭和22年） - カスリーン台風の被害を受ける。学制改革に伴い、伊勢崎市立茂呂中学校が当地内（茂呂町二丁目）に開校する。
- 1948年（昭和23年） - 旧茂呂村役場跡（茂呂町二丁目）に伊勢崎市役所茂呂出張所が設置される。カスリーン台風の罹災者住宅が新栄町の伊勢崎競馬場跡地に建てられる（後の茂呂島団地）。
- 1948年（昭和25年） - 茂呂幼稚園が当地内（茂呂町二丁目）に開園する。
- 1957年（昭和32年） - 茂呂公民館が当地内（美茂呂町）に開館する。
- 1958年（昭和33年） - 伊勢崎市役所茂呂出張所が廃止される。
- 1965年（昭和40年） - 伊勢崎市立茂呂中学校が廃校となり、南中学校に統合される。
- 1967年（昭和42年） - 伊勢崎市立南中学校が当地内（茂呂町一丁目）に移転し、伊勢崎市立第一中学校へ改称。なお、旧南中学校（茂呂中学校）跡地には伊勢崎市立伊勢崎養護学校（現・群馬県立伊勢崎特別支援学校）が開校する。
- 1970年（昭和45年） - 新栄町域が正式町名となり分離。茂町南部が分離し、馬見塚淵町の一部とともに通称町名羽黒団地が成立（大字茂呂には残存）。
- 1982年（昭和57年） - 伊勢崎市立伊勢崎養護学校が粕川町に移転する。なお、旧養護学校跡地には茂呂小学校が移転する。
- 21世紀初頭 - 大字廃止に伴い、茂呂町一丁目、茂呂町二丁目、北千木町、南千木町、美茂呂町、茂呂南町（旧茂町の大部分）、ひろせ町（旧茂町のうち大川沿岸）の各全域及び羽黒町の一部となり消滅。